# Черняев, Анатолий Сергеевич
Анато́лий Серге́евич Черня́ев (25 мая 1921, Москва — 12 марта 2017, там же) — советский историк и партийный деятель. Помощник Генерального секретаря ЦК КПСС, затем — президента СССР по международным делам (1986—1991).

## Биография
Отец — инженер из семьи предпринимателя, мать — дворянка. Учился в ИФЛИ (1938—1941), в 1947 году окончил исторический факультет Московского государственного университета, затем — аспирантуру того же университета, кандидат исторических наук (диссертация: «Экономический кризис 1920–1921 гг. в Англии и классовые бои английского пролетариата» (МГУ, 1950), доцент. Ученик профессора И. С. Звавича. Специалист по истории Великобритании.
В 1941—1946 годах служил в РККА, участник Великой Отечественной войны. Член ВКП(б) с 1942 года. Воевал на Северо-Западном фронте, участвовал в освобождении Прибалтики в составе 1-й ударной армии, был ранен. Командовал взводом 50-го заградительного отряда, ротой, был старшим адъютантом стрелкового батальона 305-го стрелкового полка 44-й стрелковой дивизии, начальником штаба батальона, первым помощником начальника штаба полка. В январе 1945 года был дважды ранен. Завершил службу в звании гвардии капитана.
В 1949 году в МГУ был официальным оппонентом на защите диплома дочери Иосифа Сталина Светланы. В 1950—1958 годах преподавал в МГУ, был исполняющим обязанности заведующего кафедрой новой и новейшей истории (1951—1952).
В 1956—1958 годах — инструктор отдела экономических и исторических наук ЦК КПСС. 
В 1958—1961 годах работал (редактором) в журнале «Проблемы мира и социализма» в Праге. 
В 1961—1986 годах — в Международном отделе ЦК КПСС: референт, помощник заведующего отделом, консультант, руководитель группы консультантов, в 1970—1986 годах — заместитель заведующего отделом.
Член ЦК КПСС (1986—1990), кандидат в члены ЦК КПСС (1981—1986). Член Центральной ревизионной комиссии КПСС (1976—1981). Народный депутат СССР от КПСС.
В 1986—1991 годах — помощник Генерального секретаря ЦК КПСС, затем Президента СССР М. С. Горбачёва по международным делам. Считался одним из видных представителей либеральной части окружения Горбачёва. В своем дневнике 15 января 1989 г. записал: «Сегодня в газетах – списки кандидатов в народные депутаты от КПСС. Там моя фамилия... Единственный из помощников Генсека – в этой сотне гарантированных кандидатов. На это обратили внимание. Более того – единственный из аппарата ЦК. Это – подарок М.С., поощрение, награда...»
С 1992 года — сотрудник Горбачёв-Фонда. Руководитель проекта «Документальная история Перестройки: Внешняя политика Перестройки».
Бывший посол Великобритании в СССР (затем — в России) Родрик Брейтвейт писал о Черняеве, что тот, в бытность сотрудником аппарата ЦК КПСС,

поддерживал связи с учёными в области политических наук, экономистами, специалистами по международным делам, жившими в престижных «мозговых центрах», а также с художниками, театральными режиссёрами и музыкантами либерального толка. Он, как и они, не были диссидентами. Но и он, и они были частью интеллектуального мира, выработавшего «новое мышление», которое принесло практические плоды, когда Горбачёв возглавил коммунистическую партию…— 
Похоронен на Троекуровском кладбище (участок № 19-а) .

## Творческая деятельность
Анатолий Черняев — автор статей, соавтор ряда учебников и сборников; автор нескольких книг, в том числе:
- Шесть лет с Горбачёвым. По дневниковым записям. М.: Прогресс-Культура, 1993. — 521 с. — ISBN 5-01-004042-5.
- Моя жизнь и моё время. — М.: Международные отношения, 1995. — 460 с. — ISBN 5-7133-0852-9.
- 1991 год: Дневник помощника Президента СССР. — М.: Издательский центр «Терра»; Республика, 1997. — 333 с. — ISBN 5-300-01358-7.
- Был ли у России шанс?: Он — последний. — М.: Собрание, 2003. — 286 с.
- 40 писем с фронта: 1942—1943. — М.: Собрание, 2007. — 109 с. — ISBN 978-5-9606-0043-9.
- В Политбюро ЦК КПСС…: По записям Анатолия Черняева, Вадима Медведева, Георгия Шахназарова (1985—1991). — М.: Горбачёв-Фонд, 2008. — 800 с. — ISBN 5-86493-140-3.
- Совместный исход: Дневник двух эпох (1972—1991 годы). — М.: РОССПЭН, 2010. — 1047 с. — ISBN 978-5-8243-1025-2.
- Избранное. — М.: Собрание, 2011. — 559 с. — ISBN 978-5-9606-0109-2.
- Избранное – 2. — М.: РОССПЭН, 2013. — 198 с. — ISBN 978-5-8243-1795-4.

Генеральный директор издательства РОССПЭН Андрей Сорокин назвал «Совместный исход» «уникальным историческим источником». По его мнению,

в мировой практике найдётся мало дневников, которые велись бы в течение такого продолжительного времени, и велись бы при этом людьми, находящимися в самой сердцевине политики.
Документы Черняева А.С. за 1938-2013 гг. хранятся в Российском государственном архиве социально-политической истории.

## Награды и звания
- ордена Ленина
- ордена Отечественной войны I и II степени
- ордена Трудового Красного Знамени,
- орден Дружбы народов
- медаль «За боевые заслуги».